# Parque "Presidente Miguel Alemán"
El Parque "Presidente Miguel Alemán" es un estadio de béisbol que está localizado en la ciudad de Coatzacoalcos, Veracruz, México. Albergó béisbol de la Liga Mexicana de 1979 a 1983 para los Azules de Coatzacoalcos. Actualmente es utilizado por los Industriales de Coatzacoalcos  de la Liga Invernal Veracruzana. El estadio fue remodelado en 2013 para el regreso de Coatzacoalcos a la Liga Invernal Veracruzana donde se realizó un partido de exhibición entre los Rojos del Águila de Veracruz y los Diablos Rojos del México para reinaugurar el estadio.